# Deidra Dionne
Deidra Dionne (n. 5 februarie 1982, Scarborough⁠(d), Ontario, Canada) este o sportivă ce a reprezentat Canada, medaliată olimpică. A participat la 2 ediții ale Jocurilor Olimpice (2002, 2006) în care a câștigat o medalie de bronz.